# FRP
FRP (ang. Fiber Reinforced Polymer – polimer zbrojony włóknami) – materiał kompozytowy wykonany z polimerowej matrycy wzmocnionej włóknami technicznymi. Najczęściej stosowane są włókna szklane, węglowe, aramidowe, bazaltowe i mieszane np. bazaltowo-węglowe. Rzadko stosowane są inne włókna, takie jak papierowe, drewniane lub azbestowe. Jako matryce najczęściej stosuje się żywice epoksydowe, poliestrowe lub winyloestrowe.

## Proces produkcji
Powstawanie kompozytu FRP obejmuje dwa odrębne procesy. W pierwszym z nich materiał włóknisty jest wytwarzany i formowany. W drugim procesie materiały włókniste są zatapiane w matrycy podczas formowania kompozytu.

## Rodzaje kompozytów
Najczęściej spotykane materiały kompozytowe FRP to:
- polimery zbrojone włóknami węglowymi (CFRP - ang. Carbon Fibre Reinforced Polymer)
- polimery zbrojone włóknami szklanymi (GFRP - ang. Glass Fibre Reinforced Polymer)
- polimery zbrojone włóknami aramidowymi (AFRP - ang. Aramid Fibre Reinforced Polymer)
- polimery zbrojone włóknami bazaltowymi (BFRP - ang. Basalt Fibre Reinforced Polymer)

## Materiały z FRP
Z kompozytów FRP produkuje się:
- Taśmy
- Maty
- Pręty zbrojeniowe (zarówno gładkie, jak i żebrowane),
- Cięgna sprężające (zarówno pręty sprężające, jak i liny sprężające),
- Elementy konstrukcyjne w całości wykonane z kompozytów, takie jak np. kształtowniki, kratownice, elementy płytowe.

## Właściwości
Właściwości kompozytów polimerowych zależą głównie od gatunku i rodzaju włókien oraz zastosowanej żywicy. To one decydują o wytrzymałości, sztywności, trwałości i innych własności wynikających z potrzeb określonego zastosowania konstrukcyjnego. Najwyższą wytrzymałość kompozytów polimerowych uzyskuje się w przypadku rozciągania wzdłuż osi włókien. Matryce rozkładają naprężenia na wszystkie włókna równomiernie, a także chronią włókna przed uszkodzeniami mechanicznymi i niekorzystnym działaniem środowiska. Matryca praktycznie nie ma wpływu na wytrzymałość kompozytu na rozciąganie, natomiast determinuje nośność materiału na ścinanie i ściskanie

### Zalety[1]
- mała gęstość
- dobry wygląd zewnętrzny
- możliwość kształtowania w temperaturze pokojowej
- wysoka odporność antykorozyjna i chemiczna
- możliwość klejenia
- zerowa przenikalność dla fal elektromagnetycznych
- możliwość produkcji jednostkowej
- izolacyjne własności cieplne i elektryczne

### Wady[1]
- łatwość uszkodzenia powierzchni
- niska odporność cieplna (do 220 °C)
- długi czas formowania wyrobów
- wysoki koszt materiału

## Zastosowanie
Kompozyty FRP powszechnie stosuje się w działach:
- budownictwo (profile konstrukcyjne, struktury przekładkowe, konstrukcje sklepień hal wystawowych i pawilonów, elementy nośne kładek dla pieszych, elementy wzmacniające konstrukcje stalowe i betonowe, inżynieria bezwykopowa, baseny, zbiorniki, pręty zbrojeniowe, itp);
- okrętownictwo i szkutnictwo (kadłuby łodzi, jachtów, motorówek, kutrów, drzwi okrętowe i chłodnicze, pontony i pływaki, rury wyrzutni torpedowych i pocisków rakietowych, tarcze ochronne, maszty antenowe, osłony i anteny radarów, itp.)
- lotnictwo (elementy płatowców pasażerskich, konstrukcje szybowcowe itp.)
- kolejnictwo i przemysł motoryzacyjny (obudowy wagonów i lokomotyw, zabudowy wagonów - ściany i sufity, zbiorniki na wodę, zespoły kabin umywalkowych, wagoniki kolejek linowych, karoserie samochodów, szoferki ciężarówek dachy i przody autobusów, obudowy skuterów i wozów ciężarowych, przyczepy campingowe itp.);
- przemysł chemiczny, petrochemiczny i spożywczy (rurociągi, zbiorniki, wanny galwanizerskie, wyciągi, kominy, obudowy pomp i wentylatorów, mieszalniki, itp.);
- elektrotechnika i przemysł maszynowy (obudowy urządzeń i silników elektrycznych, osłony i obudowy tablic rozdzielczych i skrzynek gazowych, obudowy obrabiarek, wentylatorów, pokrywy, itp.;
- sprzęt sportowy - łuki, tyczki do skoków, narty, kijki narciarskie, rakiety tenisowe, wędki, maszty, łodzie sportowe i wyczynowe, itp.;
- inne zastosowania - elementy małej architektury - donice, rzeźby, sztuczne kamienie, ścianki wspinaczkowe, itp.
- telekomunikacja - pręty FRP są używane jako główne elementy wytrzymałościowe w kablach światłowodowych, zapobiegając złamaniom włókien swiatłowodowych, ograniczając promień gięcia kabla